# CPSF4
CPSF4‏ (Cleavage and polyadenylation specific factor 4) هوَ بروتين يُشَفر بواسطة جين CPSF4 في الإنسان.